# Registro Nacional de Doadores de Medula Óssea
O Registro Nacional de Doadores Voluntários de Medula Óssea - REDOME, é um banco de dados financiado pelo Ministério da Saúde com informações de possíveis doadores para quem precisa de Transplante de medula óssea. A coordenação técnica é realizada pelo Centro de Transplantes de Medula Óssea do Instituto Nacional de Câncer José Alencar Gomes da Silva  (CEMO/INCA). A Fundação do Câncer realiza a operação do REDOME, conforme publicado na Portaria nº 2.600, de 21 de outubro de 2009, do Ministério da Saúde.
Com mais de 4 milhões de doadores cadastrados (números de maio de 2016), o REDOME é o terceiro maior banco de doadores de medula óssea do mundo (atrás dos Estados Unidos e da Alemanha), sendo o maior banco com financiamento exclusivamente público. Anualmente são incluídos mais de 300 mil novos doadores no cadastro do REDOME.
O Transplante de Medula Óssea pode beneficiar o tratamento de cerca de 80 doenças em diferentes estágios e faixas etárias.

## Doador
A doação de medula óssea pode ser aparentada ou não aparentada. No primeiro caso, o doador é uma pessoa da própria família, em geral um irmão ou um dos pais. Há cerca de 25% de chances de encontrar um doador compatível na família. Já na doação não aparentada, as chances do paciente encontrar um doador compatível são de 1 em cada 100 mil pessoas, em média.
Havendo um irmão totalmente compatível (100%) este será a primeira escolha para ser um doador. Caso contrário, inicia-se a busca de alternativas para a realização do transplante. As informações dos pacientes que necessitam de transplante sem um irmão compatível são incluídas no Registro Nacional de Receptores de Medula Óssea (REREME). Os doadores são cadastrados no REDOME. Os dados dos dois registros são cruzados para verificar a compatibilidade entre pacientes e doadores. Essa busca é automática.
Quando um doador não aparentado compatível é localizado, a equipe do REDOME entra em contato com o doador e toma as providências para o transplante. Os doadores são, então, convocados a realizar os testes confirmatórios e a avaliação clínica. A retirada das células para a doação é feita em um hospital habilitado, o mais próximo possível da residência do doador. Assim que retiradas, as células são transportadas até o centro onde o será feito o transplante.
O REDOME atua articulado aos cadastros de bancos internacionais, o que possibilita a busca por doadores no Brasil e no exterior. Os bancos internacionais também acessam os dados dos candidatos a doadores a partir de sistemas especializados.

### Quem Pode Doar
- Ter entre 18 e 55 anos de idade.
- Estar em bom estado geral de saúde.
- Não ter doença infecciosa ou incapacitante[3].
- Não apresentar doença neoplásica (câncer), hematológica (do sangue) ou do sistema imunológico.
- Algumas complicações de saúde não são impeditivas para doação, sendo analisado caso a caso.

### Como é Feita a Doação
- A doação é um procedimento que se faz em centro cirúrgico, sob Anestesia peridural ou geral, e requer internação de 24 horas.
- A medula é retirada do interior de ossos da bacia, por meio de punções.
- O procedimento leva em torno de 90 minutos.
- A medula óssea do doador se recompõe em apenas 15 dias. Em geral, recomenda-se que uma segunda doação ocorra somente após seis meses da primeira e, de preferência, utilizando um método de coleta distinto.
- Nos primeiros três dias após a doação pode haver desconforto localizado, de leve a moderado, que pode ser amenizado com o uso de analgésicos e medidas simples.
- Normalmente, os doadores retornam às suas atividades habituais depois da primeira semana após a doação.

Há outro método de doação chamado coleta por aférese. Neste caso, o doador faz uso de uma medicação por cinco dias com o objetivo de aumentar o número de células-tronco (células mais importantes para o transplante de medula óssea) circulantes no seu sangue. Após esse período, a pessoa faz a doação por meio de uma máquina de aférese, que colhe o sangue da veia do doador, separa as células-tronco e devolve os elementos do sangue que não são necessários para o paciente. Não há necessidade de internação nem de anestesia, sendo todos os procedimentos feitos pela veia.

## Dados nos Bancos de Sangue
Os Hemocentros Regionais ou mais conhecidos como Bancos de Sangue Públicos são responsáveis por cadastrar os interessados em se tornar doadores de medula óssea. Um indivíduo pode ser voluntário para a doação de sangue, doação de medula ou de ambos. É importante que este desejo seja explicitado no momento do cadastro.
Para aumentar as chances de localização de um doador compatível para um paciente que necessita do transplante é imprescindível manter o cadastro no REDOME atualizado. O doador deve lembrar que irá permanecer no registro até completar 60 anos de idade e que a convocação para realizar a doação pode demorar alguns anos ou nem chegar a acontecer. Por isso, o doador deve informar sempre que houver alteração em qualquer dado do cadastro (endereço, telefone etc). Esta informação pode ser encaminhada pelo site do REDOME ou através do Hemocentro que o cadastrou.